# Dzogcsen kolostor
Dzogchen kolostor (tibeti: རྫོགས་ཆེན་དགོན། rdzogs chen dgon) a tibeti buddhizmus nyingma hagyományának hat nagy kolostora közül az egyik a kínai Szecsuan tartomány területén.

## Története
A Dzogcsen kolostort Pema Rigdzin (1625-1697) alapította 1675-ben, 1684-ben vagy 1685-ben. Nevezetessé vált az intézményen belül működő Sri Szingha iskola (Sedra), amelyet Gyelsze Zhenpen Taje alapított Mingyur Namkhe Dordzse (4. dzogcsen rinpocse) idején, röviddel azután, hogy a kolostort szinte teljesen elpusztította egy földrengés 1842-ben.
A kolostorban tanult és tanító hatalmas mesterek közé tartozik Khenpo Pema Vadzsra, Patrul Rinpocse, Dzsamgon Dzsu Mipham Gyaco és Khenpo Senga. Végül minden idők legnagyobb Nyingma kolostorává vált.
Thubten Chökyi Dorje (1872-1935, 5. dzogcsen rinpocse) idején élte fénykorát a Dzogcsen kolostor, amikor több mint szerzetes (bhikkhu) élt az intézményben, 13 elvonulási központja létezett, és a becslések szerint 280 ágazata volt, amelyekből ha összegyűltek a lámák, a tulkuk, a szerzetesek és az apácák, akkor a létszám több tízezer is lehetett. Az év folyamán számtalan összetett szertartást végeztek a kolostorban, amely híres volt a benne folytatott szent rituális táncokról is – mai elnevezése „láma tánc”.
A Dzogcsen kolostorban őriznek fontos terma kincseket, amelyekre Dzsacon Nyingpo tertön talált rá.
A kolostor fő temploma elpusztult egy tűzvész során a tűz egér év második hónapjában (1936), majd az egész kolostort lerombolták a kulturális forradalom idején, 1959-ben.

## Az indiai Dzogcsen kolostor
Miután a kínaiak lerombolták a kolostort Tibetben, a 14. dalai láma, Tendzin Gyaco vezetésével újból felépítették az intézményt India déli részén. A tibeti vallási vezető személyesen választotta ki a helyszínt, közel a Dhondenlingben található rezidenciájához. A munkálatokat 1985-ben kezdték, az eredeti tibeti kolostor felépítése után háromszáz évvel.
1992 januárjában a dalai láma hivatalosan is átadta az új Dzogcsen kolostort, amelynek keretein belül tanításokat és beavatásokat is tartott tizenegy napon keresztül. A helyi közösségből és más indiai kolostorokból több ezren látogattak el az eseményekre.
Az Indiában található Dhondenling tibeti településen található új Dzogcsen kolostor lett a dzogcsen rinpocse hivatalos székhelye. 2000 decemberében a dalai láma ismét ellátogatott a kolostorba, ahol a világ minden tájáról érkező, több tízezer ember előtt tartott beszédeket, amelyek végén a közönség – a már megszokott módon – kérdéseket tehetett fel az akkor 65 éves tibeti vezetőnek.

## A tibeti Dzogcsen kolostor
Az 1980-as évek elejétől felújítási munkálatok kezdődtek a tibeti Dzogcsen kolostorban. Jelenleg háromszáz hivatalosan regisztrált szerzetes és további 750 ember él az intézményben rövidebb-hosszabb ideig. A kolostoron kívül a komplexumhoz tartozik még egy sedra és egy iskola, amelyben hagyományos tibeti orvoslást lehet tanulni.
Pema Tang közelében épült egy új elvonulási központ és templom komplexum a Dzogcsen-völgy mélyén. A központot a Dzogcsen hagyománynak szentelték.